# Louis Baucarne-Leroux
Louis Baucarne-Leroux est un homme politique français né le 5 janvier 1817 à Roubaix (Nord) et décédé le 22 novembre 1888 à Paris.

## Biographie
Louis Baucarne-Leroux est le fils d'un cultivateur roubaisien : il nait le 5 janvier de Pierre Louis Baucarne et de Marie Catherine Maton.
D'abord agriculteur, il comprend l'intérêt de la culture du tabac. Son exploitation est bientôt considérée comme un modèle. Il peut mener à bien ses entreprises grâce à sa grande fortune.
il publia différents textes sur les questions agricoles.
Grand propriétaire terrien, il fonde le comice agricole de l'arrondissement de  Lille en 1863. Il en est le vice-président puis président en 1864. Il continue d'en diriger les travaux à l'issue de son premier mandat de député
il meurt à Paris le 22 novembre 1888, en 4 jours d'une fluxion de poitrine.

## Carrière politique
Louis Baucarne-Leroux est maire de Croix en 1853. Il était entré au conseil municipal en 1843, à l'âge de 26 ans. Il dirige les affaires communales jusqu'en 1876.
Il est représentant du Nord de 1871 à 1876, élu sur la liste conservatrice, siégeant au centre droit. Battu en 1876, 1877 et 1881, il redevient député du Nord de 1885 à 1888, siégeant à droite.
A  la chambre des députés, il effectue de nombreuses interventions sur les questions économiques et agricoles, participe à plusieurs commissions importantes, a pris l'initiative de la loi protectrice de l'agriculture qui porte son nom. Très assidu aux séances de l'Assemblée, a effectué plusieurs interventions sur la question des impôts.
Il a toujours voté avec la droite monarchiste et catholique : ainsi en 1871, pour la paix, pour les prières publiques, pour l'abrogation des lois d'exil, en 1872, contre le retour de l'Assemblée Nationale à Paris, en 1873, pour la démission d'Adolphe Thiers en mai, pour l'arrêté opposé aux enterrements civils, pour la prorogation des pouvoirs du maréchal de Mac Mahon en novembre, pour le maintien de l'état de siège, en 1874, pour le gouvernement Albert de Broglie (2) en mai et en 1875 contre l'amendement Wallon et contre les lois constitutionnelles de 1875, textes fondateurs de la Troisième République.

## Sources
- « Louis Baucarne-Leroux », dans Adolphe Robert et Gaston Cougny, Dictionnaire des parlementaires français, Edgar Bourloton, 1889-1891 [détail de l’édition]